# Kazanów (gemeente)
De gemeente Kazanów is een landgemeente in het Poolse woiwodschap Mazovië, in powiat Zwoleński.
De zetel van de gemeente is in Kazanów.
Op 30 juni 2004 telde de gemeente 4704 inwoners.

## Oppervlakte gegevens
In 2002 bedroeg de totale oppervlakte van gemeente Kazanów 94,76 km², waarvan:
- agrarisch gebied: 80%
- bossen: 14%

De gemeente beslaat 16,59% van de totale oppervlakte van de powiat.

## Demografie
Stand op 30 juni 2004:
| Omschrijving                   | Totaal | Totaal | Vrouwen | Vrouwen | Mannen | Mannen |
| ------------------------------ | ------ | ------ | ------- | ------- | ------ | ------ |
| eenheid                        | aantal | %      | aantal  | %       | aantal | %      |
| inwoners                       | 4704   | 100    | 2322    | 49,4    | 2382   | 50,6   |
| bevolkingsdichtheid (inw./km²) | 49,6   | 49,6   | 24,5    | 24,5    | 25,1   | 25,1   |

In 2002 bedroeg het gemiddelde inkomen per inwoner 1338,06 zł.

## Administratieve plaatsen (sołectwo)
Borów, Dębniak, Dębnica, Kazanów, Kopiec, Kowalków, Kowalków-Kolonia, Kroczów Mniejszy, Kroczów Większy, Miechów, Miechów-Kolonia, Niedarczów Dolny, Niedarczów Dolny-Kolonia, Niedarczów Górny, Niedarczów Górny-Kolonia, Ostrownica, Ostrownica-Kolonia, Ostrówka, Osuchów, Ranachów, Ruda, Wólka Gonciarska, Zakrzówek, Zakrzówek-Kolonia.
Zonder de status sołectwo : Dobiec

## Aangrenzende gemeenten
Ciepielów, Iłża, Skaryszew, Tczów